# Trận Białystok – Minsk
Trận Białystok – Minsk là một chiến dịch tấn công chiến lược do Cụm Tập đoàn quân Trung tâm của Đức thực hiện nhằm chọc thủng các phòng tuyến biên giới của Liên Xô trong giai đoạn đầu của chiến dịch Barbarossa, kéo dài từ ngày 22 đến ngày 29 tháng 6 năm 1941. Sử sách một số nước còn gọi đây là Chiến dịch Belorusssia. Đây là trận mở màn cho chuỗi trận hợp vây của quân đội Đức quốc xã trên hướng trung tâm mặt trận Xô Đức. Quân đội Liên Xô tại Phương diện quân Tây đã hai lần liên tiếp bị quân Đức hợp vây ở Białystok (Ba Lan) và Minsk (Belarus) cách nhau khoảng 350 km chỉ trong vòng 10 ngày. Trận đánh này đã làm cho quân đội Liên Xô bị thiệt hại nặng trong khi quân đội Đức Quốc xã đánh chiếm hoàn toàn Belorussia, mở được cánh cửa đến sông Berezina, uy hiếp khu vực Smolensk là cửa ngõ vào Moskva.

## Bối cảnh
Cụm Tập đoàn quân Trung tâm do Thống chế Fedor von Bock chỉ huy có nhiệm vụ tấn công Liên Xô theo trục Białystok - Minsk - Smolensk hướng thẳng về Moskva. Cụm Tập đoàn quân Trung tâm bao gồm các Tập đoàn quân dã chiến số 9, số 4 và số 2, trong đó, Tập đoàn quân 2 làm dự bị. Lực lượng thiết giáp của Cụm Tập đoàn quân Trung tâm là các tập đoàn quân thiết giáp số 3 của tướng Hoth và số 2 của tướng Guderian. Hai tập đoàn quân dã chiến bao gồm 35 sư đoàn bộ binh và 1 sư đoàn xe tăng, còn 2 tập đoàn quân xe tăng bao gồm 10 sư đoàn xe tăng, 6 sư đoàn cơ giới, 2 sư đoàn kỵ binh, 1 sư đoàn kỵ binh cơ giới và 1 sư đoàn không quân độc lập. Tổng cộng 56 sư đoàn, trong đó có 50 sư đoàn bố trí ở thê đội 1. Cụm Tập đoàn quân Trung tâm được sự yểm hộ của tập đoàn quân không quân số 2.
Đối mặt với Tập đoàn quân Trung tâm là Phương diện quân Tây do tướng Dmitry Pavlov chỉ huy. Phương diện quân Tây bao gồm các tập đoàn quân số 3, số 4 và số 10 bố trí dọc theo biên giới. Tập đoàn quân số 13 là một phần của lực lượng dự bị do Bộ tổng tư lệnh tối cao Liên Xô (Stavka) chỉ huy, ban đầu chỉ mới có sở chỉ huy và bộ khung cán bộ, chưa bố trí binh lực. Tổng cộng, Phương diện quân Tây chỉ bao gồm 25 sư đoàn bộ binh và 7 sư đoàn cơ giới.
Các lực lượng Hồng quân tại Bạch Nga được bố trí trong tư thế chuẩn bị phản công vào các lực lượng xâm lược của Đức và đẩy quân Đức sang phần lãnh thổ của Ba Lan. Tuy nhiên đội hình của Hồng quân rất yếu ở hai bên sườn, điểm yếu này chủ yếu là do hình dạng của đường biên giới giữa Liên Xô và Đức trong việc phân chia Ba Lan vào năm 1939. Việc tập trung một lượng lớn Hồng quân tại chỗ lồi tại khu vực biên giới khiến quân Đức có thể dễ dàng thực hiện chiến thuật gọng kìm bằng hai đòn vu hồi liên tiếp, hợp vây phần lớn lực lượng của Phương diện quân Tây tại hai "cái túi" lớn với trung tâm là Białystok, Navahrudak đến tận cửa ngõ Minsk.

## Bố trí binh lực hai bên

### Hồng quânXô Viết
Quân khu đặc biệt miền Tây chịu trách nhiệm phòng thủ tại Belorussia. Ngày 22 tháng 6 năm 1941, Quân khu đặc biệt miền Tây được đổi thành Phương diện quân Tây. Tư lệnh: đại tướng Dmitry Grigorevich Pavlov. Phó tư lệnh: trung tướng I.V. Boldin. Chính uỷ: A. F. Fominyk. Tham mưu trưởng: Thiếu tướng V. E. Klimovskics. Biên chế của Phương diện quân gồm 4 tập đoàn quân binh chủng hợp thành; trong đó có 4 quân đoàn cơ giới, 1 quân đoàn kỵ binh và 2 sư đoàn không quân. Trong quá trình chiến dịch, Phương diện quân được tăng cường 1 quân đoàn cơ giới và 1 quân đoàn đổ bộ đường không. Phương diện quân bố trí thành hai truyến phòng thủ:
- Tuyến phòng thủ thứ nhất trên đường biên giới Belorussia - Ba Lan (theo thứ tự từ Bắc xuống Nam) gồm có:
  - Tập đoàn quân bộ binh 3 do trung tướng Vladimir Ivnovich Kuznetsov chỉ huy; chịu trách nhiệm phòng thủ khu vực Grodno và các vùng phụ cận từ Sopotsky (Sapockin) qua Lipsk, Avgustov (Augustow) đến Grasvo (Grajewo). Sở chỉ huy tập đoàn quân đóng tại Grodno. Trong biên chế có:[6]
    - Quân đoàn bộ binh 4 có sở chỉ huy tại Grodno gồm sư đoàn bộ binh 27 phòng thủ Avgustov và sư đoàn bộ binh 56 phòng thủ Poreche (Parecca).
    - Quân đoàn cơ giới 11 có sở chỉ huy tại Volkovysk (Vawkavysk) gồm sư đoàn xe tăng 29 ở Grodno, sư đoàn xe tăng 3 ở Sokulka (Sokolka) và sư đoàn cơ giới 204 ở Volkovysk
    - Các đơn vị trực thuộc Bộ tư lệnh tập đoàn quân có sư đoàn bộ binh 85 ở Grodno, sư đoàn bộ binh 24 ở Molodechno (Maladzyechna), lữ đoàn pháo chống tăng 7 ở Michałowo
    - Sư đoàn không quân 11 được phối thuộc Tập đoàn quân 3 gồm 208 máy bay (trong đó 19 chiếc đang bảo dưỡng) được phiên chế thành trung đoàn tiêm kích gồm các loại máy bay hai tầng cánh I-15 bis, I-153 và I-16, trung đoàn ném bom được trang bị một số ít máy bay Pe-2. Căn cứ của sư đoàn đóng tại Grodno

  - Tập đoàn quân bộ binh 10 do thiếu tướng Konstantin Dmitryevich Golubev chỉ huy; đóng tại vùng đất nhô Białystok - Osovet, chịu trách nhiệm phòng thủ từ Grasvo qua Lomza, Zambrov, Tsekhanovets (Ciechanowiec) đến Vysokoe (Vysokaye). Sở chỉ huy tập đoàn quân đóng tại Białystok (nay thuộc lãnh thổ Ba Lan). Trong biên chế có:
    - Quân đoàn bộ binh 1 có sở chỉ huy Białystok gồm sư đoàn bộ binh 2 phòng thủ Osovets và sư đoàn bộ binh 8 phòng thủ Staviski;
    - Quân đoàn bộ binh 5 có sở chỉ huy tại Bensk (Bielsk Podlaski) gồm sư đoàn bộ binh 13 phòng thủ Zambrov và sư đoàn bộ binh 86 phòng thủ Tsekhanovets;
    - Quân đoàn cơ giới 6 có sở chỉ huy tại Białystok gồm sư đoàn xe tăng 4 ở Białystok, sư đoàn xe tăng 7 ở Khoros (Choroszcz).
    - Quân đoàn kỵ binh 6 có sở chỉ huy tại Lomza gồm sư đoàn kỵ binh 6 cũng đóng tại Lomza và sư đoàn kỵ binh 36 đóng tại Volkovysk
    - Các đơn vị trực thuộc Bộ tư lệnh tập đoàn quân có Sư đoàn bộ binh 113 đóng ở Semiatice và Lữ đoàn pháo chống tăng 6 đóng ở Chervony Bor (Czerwony Bor).

  - Tập đoàn quân bộ binh 4 do thiếu tướng Alexandr Andreyevich Korobkov chỉ huy; chịu trách nhiệm phòng thủ khu vực Brest và các vùng phụ cận. Sở chỉ huy tập đoàn quân đóng tại thành phố Brest. Trong biên chế có:
    - Quân đoàn bộ binh 28 gồm các sư đoàn bộ binh 6, 42 đóng ở Brest và trung đoàn pháo binh của quân đoàn.
    - Quân đoàn cơ giới 14 thuộc tập đoàn quân 4 gồm các sư đoàn xe tăng 22, 30 và sư đoàn cơ giới 208.
    - Trực thuộc tập đoàn quân có các sư đoàn bộ binh 49 và 75.
    - Sư đoàn không quân 10 phối thuộc tập đoàn quân 4 có 248 máy bay. Căn cứ của sư đoàn đóng tại Kobryn.
- Tuyến phòng thủ thứ hai cách đường biên giới từ 100 đến 250 km, gồm có:[7]
  - Tập đoàn quân 13 do trung tướng Pyotr Mikhilovich Filatov chỉ huy đóng tại Minsk; trong biên chế có các quân đoàn bộ binh 2, 44, 50, lữ đoàn pháo binh 331 và quân đoàn cơ giới 13. Ngày 22 tháng 6, quân đoàn này được điều đi tăng cường cho tập đoàn quân 10 đóng sở chỉ huy tại Bensk gồm sư đoàn xe tăng 25 ở Lapy, sư đoàn xe tăng 21 ở Botski (Bocki) và sư đoàn cơ giới 208 ở Gainovka (Hajnowka).
  - Quân đoàn bộ binh 21 do thiếu tướng V. D. Yuskevich chỉ huy thuộc tập đoàn quân 3 đóng tại Ivie (Iuje) gồm sư đoàn bộ binh 17 ở Lida, sư đoàn bộ binh 37 ở Voronovo (Voranava) và sư đoàn bộ binh 24 ở Yuratiniki (Juraciski)
  - Quân đoàn bộ binh 47 thuộc tập đoàn quân 4 đóng ở Slonim gồm các sư đoàn bộ binh 121 và 155;
  - Các sư đoàn bộ binh 55 và 143 thuộc tập đoàn quân 4 đóng ở Kobryn;
  - Sư đoàn cơ giới 29 thuộc quân đoàn cơ giới 6 đóng tại Slonim;
  - Sư đoàn bộ binh 155 trực thuộc tập đoàn quân 10 đóng ở Baranovichi;
- Các đơn vị tăng viện trong chiến dịch:
  - Quân đoàn đổ bộ đường không 4.
  - Quân đoàn cơ giới 17.

### Kế hoạch và binh lực củaquân độiĐức Quốc xã
- Cụm Tập đoàn quân Trung tâm do thống chế Fedor von Bock gồm 3 tập đoàn quân dã chiến, 2 tập đoàn quân xe tăng và các tập đoàn quân không quân 2 và 6 yểm hộ từ trên không, bố trí đối diện với Belorussia và Nam Litva (thứ tự từ Bắc xuống Nam) như sau:[8]
  - Tập đoàn quân xe tăng 3 do Thượng tướng Hermann Hoth chỉ huy, bố trí tại phía Bắc "chỗ lồi" Białystok, có nhiệm vụ phối hợp tấn công với tập đoàn quân 9 trên mũi chủ yếu phía Bắc. Trong biên chế có:
    - Quân đoàn xe tăng 39 của thượng tướng Rudolf Schmidt gồm các sư đoàn xe tăng 7, 9 và các sư đoàn cơ giới 14, 20.
    - Quân đoàn xe tăng 57 của tướng xe tăng Adolf Kuntzen gồm các sư đoàn xe tăng 12, 19 và sư đoàn cơ giới 18.
    - Quân đoàn bộ binh 5 gồm các sư đoàn bộ binh 5 và 35.

  - Tập đoàn quân 9 do thượng tướng Adolf Strauss chỉ huy, bố trí tại phía Bắc "chỗ lồi" Białystok đối diện với khu vực Grodno, có nhiệm vụ phối hợp tấn công với tập đoàn quân xe tăng 3 trên mũi chủ yếu phía Bắc. Trong biên chế có:
    - Quân đoàn bộ binh 2 của tướng bộ binh Walter Graf von Brockdorff-Ahlefeldt gồm 3 sư đoàn bộ binh 12, 31 và 32.
    - Quân đoàn bộ binh 5 của thượng tướng Richard Ruoff gồm 3 sư đoàn bộ binh 62, 96 và 266.
    - Quân đoàn bộ binh 6 của tướng công binh Otto-Wilhelm Förster gồm các sư đoàn bộ binh 6, 26 và sư đoàn xe tăng 1.
    - Quân đoàn bộ binh 8 của thượng tướng Walter Heitz

  - Tập đoàn quân 2 do thống chế Maximilian Reichsfreiherr von Weichs chỉ huy, làm lực lượng tấn công trên hướng thứ yếu đóng tại phía Đông Warsawa đối diện với Białystok, có nhiệm vụ kìm giữ các tập đoàn quân 3 và 10 của quân đội Liên Xô tại chỗ lồi Białystok - Osovet. Trong biên chế có
    - Quân đoàn bộ binh 34 gồm các sư đoàn bộ binh 110, 161 và 259.
    - Quân đoàn bộ binh 42 của tướng bộ binh Walter Kuntze
    - Quân đoàn bộ binh 53 của tướng bộ binh Karl Weisenberger gồm các sư đoàn bộ binh 255 và 257.

  - Tập đoàn quân 4 do thượng tướng Ludwig Kübler chỉ huy, bố trí tại phía Nam "chỗ lồi" Białystok đối diện với khu vực Brest, có nhiệm vụ phối hợp tấn công với tập đoàn quân xe tăng 2 trên mũi chủ yếu phía Nam. Trong biên chế có:
    - Quân đoàn bộ binh 7 của tướng pháo binh Wilhelm Fahrmbacher gồm 3 sư đoàn bộ binh 23, 197 và 267.
    - Quân đoàn bộ binh 9 của tướng bộ binh Hermann Geyer gồm 3 sư đoàn bộ binh 15, 137 và 263
    - Quân đoàn bộ binh 12 của tướng bộ binh Walter Schroth chỉ huy gồm 4 sư đoàn bộ binh 31, 34, 167 và 258.
    - Quân đoàn bộ binh 43 của thượng tướng Gotthard Heinrici gồm các sư đoàn bộ binh 131 và 134
    - Quân đoàn bộ binh 13 của tướng bộ binh Erich Straube là lực lượng dự bị của tập đoàn quân
    - Sư đoàn an ninh SS 286 của trung tướng SS Kurt Müller

  - Tập đoàn quân xe tăng 2 do thượng tướng Heinz Guderian chỉ huy, bố trí ở phía Nam chỗ lồi Białystok đối diện với Brest, có nhiệm vụ phối hợp tấn công với tập đoàn quân 4 trên mũi chủ yếu phía Nam. Trong biên chế có:
    - Quân đoàn xe tăng 24 của tướng xe tăng Leo Freiherr Geyr von Schweppenburg có các sư đoàn xe tăng 3 và 4, sư đoàn kỵ binh 1 và sư đoàn bộ binh 10.
    - Quân đoàn xe tăng 46 của tướng Heinrich von Viettinghoff-Scheel gồm sư đoàn xe tăng 10, sư đoàn xe tăng 2 SS "Das Reich" (Đế chế) và sư đoàn cơ giới "Großdeutschland" (Đại Đức)
    - Quân đoàn xe tăng 47 do thiếu tướng Lemenzen chỉ huy gồm các sư đoàn xe tăng 17, 19 và sư đoàn cơ giới 29.
    - Trực thuộc tập đoàn quân có sư đoàn máy bay ném bom tầm gần và trung đoàn không quân tiêm kích mang tên "Hermann Goering".
    - Lực lượng dự bị của tập đoàn quân xe tăng 2 còn có sư đoàn kỵ binh 1 của thiếu tướng Otto Mengers và sư đoàn bộ binh cơ giới 10 của thiếu tướng Friedrich-Wilhelm von Loeper.

### So sánh lực lượng thiết giáp hai bên
Vào ngày 22 tháng 6 năm 1941, tương quan lực lượng xe tăng trên toàn bộ khu vực của Phương diện quân Tây Liên Xô như sau.
| Quân đoàn Đức                                   | Sư đoàn Panzer của Đức                          | Tổng số xe tăng của Đức | Xe tăng với pháo 37 mm (bao gồm Panzer 38(t) và Panzer III) | Xe tăng với pháo 50 mm hoặc lớn hơn (bao gồm Panzer III và Panzer IV) |
| ----------------------------------------------- | ----------------------------------------------- | ----------------------- | ----------------------------------------------------------- | --------------------------------------------------------------------- |
| Quân đoàn xe tăng 39                            | 7, 20                                           | 494                     | 288                                                         | 61                                                                    |
| Quân đoàn xe tăng 57                            | 12, 19                                          | 448                     | 219                                                         | 60                                                                    |
| Quân đoàn xe tăng 47                            | 17, 18                                          | 420                     | 99                                                          | 187                                                                   |
| Quân đoàn xe tăng 46                            | 10                                              | 182                     | 0                                                           | 125                                                                   |
| Quân đoàn xe tăng 24                            | 3rd, 4th                                        | 392                     | 60                                                          | 207                                                                   |
| Các đơn vị khác của Cụm tập đoàn quân Trung Tâm | Các đơn vị khác của Cụm tập đoàn quân Trung Tâm | 0                       | 0                                                           | 0                                                                     |
| Tổng cộng                                       |                                                 | 1936                    | 666                                                         | 640                                                                   |

| Quân đoàn Xô Viết                          | Sư đoàn Liên Xô                            | Tổng số xe tăng của Liên Xô | T-34 và KV |
| ------------------------------------------ | ------------------------------------------ | --------------------------- | ---------- |
| Quân đoàn cơ giới 11                       | 29, 33, 204                                | 414                         | 20         |
| Quân đoàn cơ giới 6                        | 4, 7, 29                                   | 1131                        | 452        |
| Quân đoàn cơ giới 13                       | 25, 31, 208                                | 282                         | 0          |
| Quân đoàn cơ giới 14                       | 22, 30, 205                                | 518                         | 0          |
| Quân đoàn cơ giới 7                        | 14, 18, 1                                  | 959                         | 103        |
| Quân đoàn cơ giới 5                        | 13, 17, (Không bao gồm 109)                | 861                         | 17         |
| Quân đoàn cơ giới 17                       | Chưa hình thành đầy đủ                     | 63                          | Không rõ   |
| Quân đoàn cơ giới 20                       | Chưa hình thành đầy đủ                     | 94                          | Không rõ   |
| Đơn vị độc lập                             | Sư đoàn 57                                 | 200                         | 0          |
| Xe tăng nằm rải rác trên nhiều đơn vị khác | Các sư đoàn súng trường thông thường, v.v. | Không bao gồm               | –          |
| Tổng cộng                                  |                                            | 4522                        | 592        |

## Các diễn biến chính
3 giờ 30 phút sáng 22 tháng 6 năm 1941, trước khi triển khai các hoạt động tấn công ồ ạt của lục quân, không quân Đức Quốc xã đã thực hiện hàng nghìn trận ném bom trên toàn tuyến biên giới Liên Xô cũng như các thành phố lớn, các trung tâm chỉ huy, các đầu mối giao thông đường sắt và đường bộ, cầu cống, các bến phà, các sân bay, các đường liên lạc hữu tuyến. Đòn phủ đầu bằng các trận oanh tạc bất ngờ đã làm cho các đường dây thông tin liên lạc bị gián đoạn ở nhiều nơi khiến hệ thống chỉ huy của Phương diện quân Tây nhanh chóng rơi vào trạng thái mất kiểm soát đối với các đơn vị cấp dưới.
8 giờ sáng 22 tháng 6, Bộ Tổng tham mưu quân đội Liên Xô xác nhận:
- Không quân Đức đã tấn công dữ dội vào các sân bay chính ở các quân khu biên giới, gây tổn hại nghiêm trọng về máy bay, nhất là các máy bay chưa kịp cất cánh và sơ tán về các sân bay dã chiến.
- Nhiều thành phố, các căn cứ hải quân, các đầu mối đường sắt bị đánh bom.
- Các trận đánh ác liệt đã diễn ra trên toàn tuyến biên giới nhưng nhiều đơn vị bộ binh trên tuyến đầu đã không kịp chiếm lĩnh các khu vực cố thủ và buộc phải chiến đấu trong hành tiến.
- Trọng điểm tấn công của quân Đức đang nhằm vào các Quân khu đặc biệt Miền Tây và Kiev.[13]

### Chiến sự tại khu vực Grodno - Białystok - Brest

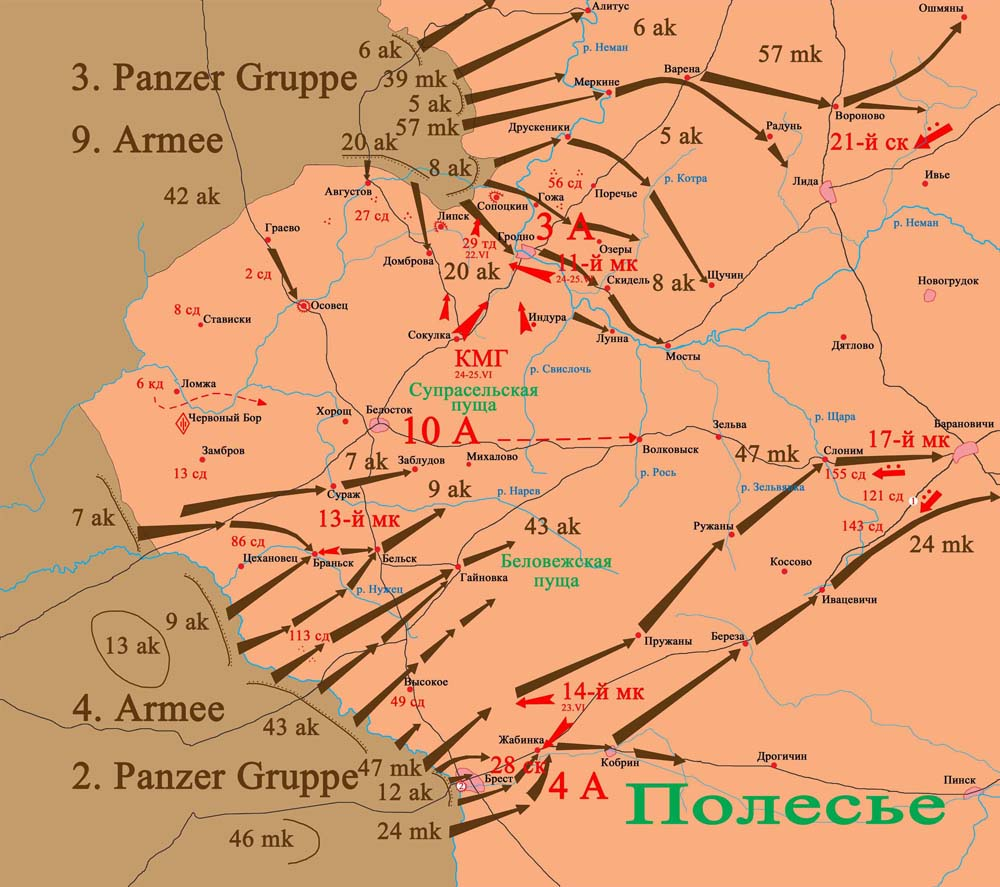
Diễn biến chiến sự tại khu vực Białystok - Grodno - Brest trong tuần đầu chiến dịch

#### Ngày 22 tháng 6
3 giờ 45 phút, lục quân Đức đồng loạt triển khai tấn công sau các trận pháo kích. "Chỗ lồi" tại khu vực biên giới Xô-Đức với trung tâm phòng ngự Białystok trở thành một nơi lý tưởng cho đòn hợp vây của quân Đức. Trên tuyến phòng thủ ở giữa của Phương diện quân Tây còn trong trạng thái tương đối yên tĩnh, chỉ có những trận công kích nhỏ của tập đoàn quân số 2 (Đức) nhằm kìm chân tập đoàn quân 10 của Liên Xô. Nhưng tại hai bên sườn phía Bắc và phía Nam Białystok (các khu vực Grodno và Brest), hai tập đoàn quân 3 và 4 thuộc Phương diện quân Tây đều bị 2 tập đoàn quân xe tăng và 2 tập đoàn quân bộ binh Đức tấn công ồ ạt.
Ở cánh bắc, chủ lực của tập đoàn quân xe tăng 3 và tập đoàn quân 9 (Đức) không đột kích thẳng vào Grodno mà vòng qua phía Bắc khu phòng thủ này để tấn công vào chỗ tiếp giáp hiểm yếu giữa Tập đoàn quân 3 (thuộc Phương diện quân Tây) và Tập đoàn quân 11 (thuộc Phương diện quân Tây Bắc).Hai quân đoàn xe tăng Đức đã tạo được 2 cửa mở. Quân đoàn xe tăng 39 (Tập đoàn quân xe tăng 3) và Quân đoàn bộ binh 6 (Tập đoàn quân 9) phối hợp tấn công vào Alytus tạo cửa mở thứ nhất. Quân đoàn xe tăng 57 (Tập đoàn quân xe tăng 3) đánh chiếm đầu cầu Merkine tạo cửa mở thứ 2. Trên hướng Grodno, quân đoàn bộ binh 8 (Tập đoàn quân 9) chỉ dùng một sư đoàn tập kích Grodno, hai sư đoàn còn lại vượt sông Neman ở Druskeniky (Druskininkai) và Goza (Hoza) tấn công đến Poleche, Shuchin (Shchuchyn) và Ozery (Aziory), đánh vào phía sau chủ lực của tập đoàn quân 3 (Liên Xô).
Ở cánh Giữa, tập đoàn quân 4 Đức tấn công cầm chừng tập đoàn 10 Xô viết. Các quân đoàn bộ binh 7 và 9 tổ chức hai mũi tấn công hợp điểm tại Bransk và Bensk; quân đoàn bộ binh 43 (Tập đoàn quân 4) vượt sông Tây Bug tấn công vào Vysokoie và Gainovo, giam chân các sư đoàn 49, 86 và 113 của quân đội Liên Xô trên khu vực giáp biên giới.
Tại cánh Nam, tập đoàn quân xe tăng 2 của Đức cũng tạo 2 cửa mở ở 2 bên sườn Brest. Trên hướng Brest - Kobryn, quân đoàn bộ binh 12 (Tập đoàn quân 4) tấn công trực diện vào pháo đài và thị trấn Brest, quân đoàn xe tăng 24 (Tập đoàn quân xe tăng 2) vòng qua phía Nam Brest đánh chiếm Zhabinka và Kobryn, quân đoàn xe tăng 47 (Tập đoàn quân xe tăng 2) tấn công theo hướng Pruzhany, vây bọc quân đoàn bộ binh 28 (Liên Xô). Phía sau các đơn vị chủ lực này là quân đoàn bộ binh 13 (thuộc tập đoàn quân 4) và quân đoàn xe tăng 46 (thuộc tập đoàn quân xe tăng 2) được các tướng Ludwig Kübler và Heinz Guderian giữ lại trong lực lượng dự bị để chuẩn bị cho làn sóng tấn công tiếp theo. Các trận phòng ngự kịch liệt của một đơn vị nhỏ quân đội Liên Xô trước những lực lượng mạnh gấp nhiều lần của quân Đức tại pháo đài Brest đã diễn ra liên tục suốt tuần đầu của cuộc chiến tranh.
Đêm 22 tháng 6, I. V. Stalin thông qua bản Chỉ thị số 3 của Bộ dân ủy quốc phòng Liên Xô yêu cầu tất cả các Phương diện quân phải tổ chức phản kích vào ngày hôm sau để đẩy lui quân Đức ra khỏi biên giới. Một số tham mưu trưởng phương diện quân và cả Tổng tham mưu trưởng G. K. Zhukov cho rằng kế hoạch phản kích khó có thể thực hiện được khi chưa nắm chắc được tình hình hai bên nhưng I. V. Stalin vẫn giữ nguyên mệnh lệnh yêu cầu phản công ngay vào ngày 23 tháng 6.

#### Ngày 23 tháng 6

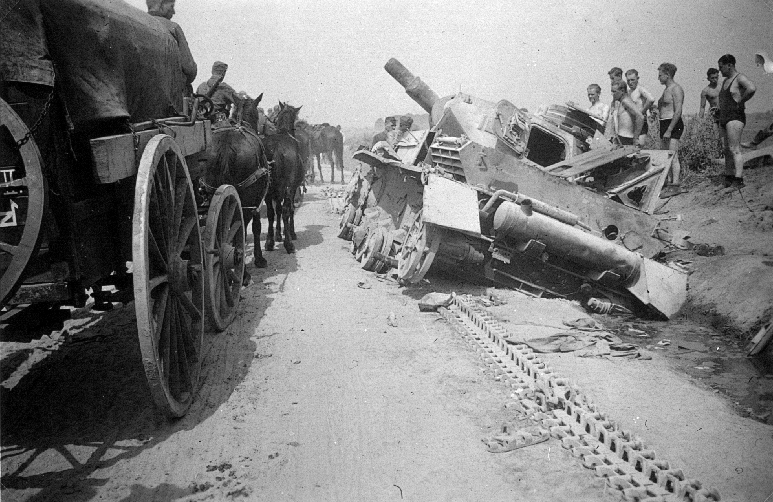
Xe tăng Đức bị bắn hạ gần Kaunas, 1941

Sau trận đánh xe tăng ở Alytus, Quân đoàn xe tăng 39 (Tập đoàn quân xe tăng 3, Đức) chiếm được các cây cầu qua sông Neman ở Alytus, tổ chức vượt sông và tiếp tục tấn công lao nhanh về phía Vilnius, buộc tập đoàn quân 11 (Liên Xô) phải lùi theo hướng Đông Bắc và do đó cắt rời Phương diện quân Tây Bắc khỏi Phương diện quân Tây. Quân đoàn xe tăng 57 (Tập đoàn quân xe tăng 3) phối hợp với quân đoàn bộ binh 5 (Tập đoàn quân 9) cũng nhanh chóng chiếm cây cầu Merkine, vượt sông Neman và nhanh chóng chiếm Verena. Tại đây, quân đoàn bộ binh 5 (Tập đoàn quân 9, Đức) tiến về phía Lida gặp sự kháng cự của Xô viết và chưa chiếm được thành phố này; quân đoàn xe tăng 57 đã hội đủ quân lao nhanh lên hướng Bắc vượt qua Voronovo tới Traby và Oshmiani (Ashmyany).
Các đơn vị của tập đoàn quân 9 cũng vòng qua Grodno đi xuống hướng Ostrina (Astryna) sau lưng tập đoàn quân 3 Xô viết.
Ở cánh Nam, sau khi để lại quân đoàn bộ binh 12 bao vây pháo đài Brest, tập đoàn quân 4 tiếp tục tiến công vào hậu cứ của Tập đoàn quân 10 (Liên Xô). Tập đoàn quân xe tăng 2 sau khi đánh tan Quân đoàn cơ giới 14 Xô viết tại 2 cửa mở đã tiến sâu vào lãnh thổ Liên Xô tới 60 km. Quân đoàn xe tăng 47 (Tập đoàn quân xe tăng 2) tiến công Ruzhany và hướng tới Slonim, nơi có căn cứ của quân đoàn cơ giới 17 (Liên Xô); Quân đoàn xe tăng 24 (Tập đoàn quân xe tăng 2) tiến đánh Bereza (Biaroza) và hướng tới Ivatsevichi (Ivatsevichy). Hợp điểm chung của hai tập đoàn quân xe tăng 2 và 3 được dự kiến tại Baranovichi, tạo thành vòng vây của Cụm tập đoàn quân Trung tâm (Đức) đối với chủ lực Phương diện quân Tây (Liên Xô) trong "cái túi" Białystok.

#### Ngày 24 tháng 6

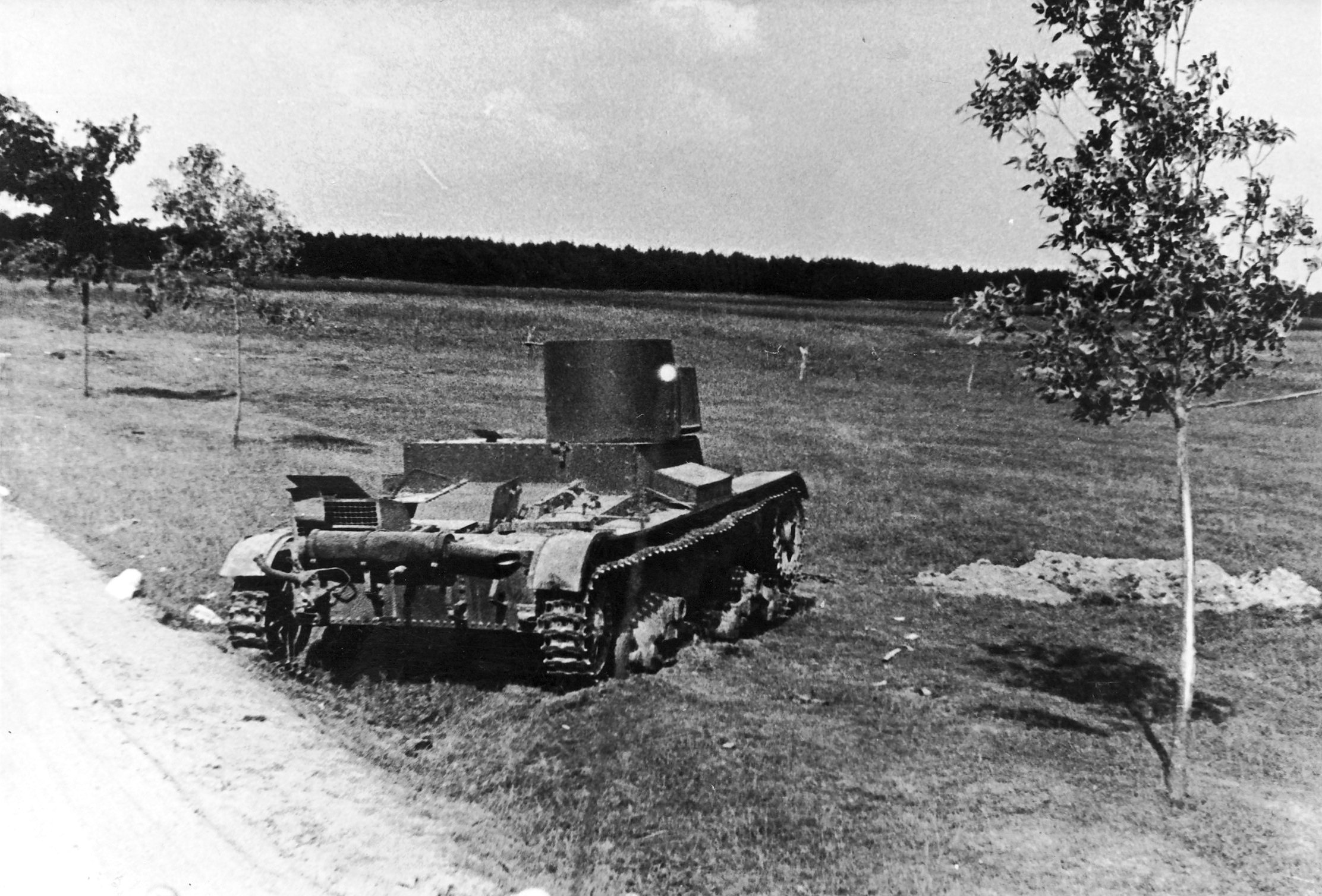
Xe tăng hạng nhẹ T-26 của Liên Xô bị quân Đức phá huỷ trong trận phản công gần Grodno

Các đơn vị xe tăng Đức đạt tốc độ tiến quân kỷ lục, có những đơn vị tiến tới 80 km trong ngày.Tại cánh Bắc, tập đoàn quân xe tăng Đức số 3 không vòng xuống hợp vây tại Baranovichi mà tập trung quân tiến nhanh đánh chiếm Molodechno và chỉ còn cách Minsk 50 km về hướng bắc. Tại cánh Nam, tập đoàn quân xe tăng Đức số 2 chiếm Slonim, Ivatsevichi tiến sát Baranovichi, đồng thời một đơn vị tiến lên phía bắc chiếm Zelva và gần như gặp được các đơn vị của tập đoàn quân 9 để tạo vòng vây thứ nhất:"cái túi" Białystok'.
Các tập đoàn quân 3 và 4 (Liên Xô) rút lui vô tổ chức khỏi các khu vực Grodno và Brest đã đẩy tập đoàn quân 10 của thiếu tướng K. D. Golubev vào tình thế nguy hiểm. Do không bị quân Đức uy hiếp mạnh, tập đoàn quân này vẫn dựa vào khu tam giác Osovet - Chervony Bor - Białystok để chiến đấu. Trong khi đại tướng D. G. Pavlov không thể nắm được tình hình thì trung tướng I. V. Boldin, phó tư lệnh đã nhận ra lỗ hổng nghiêm trọng trên cánh bắc của Phương diện quân. Ông đã tập trung một cụm kỵ binh cơ giới gồm các quân đoàn cơ giới 6, 11 và quân đoàn kỵ binh 6 tổ chức phản công. Cụm kỵ binh cơ giới gồm các quân đoàn kỵ binh 6 và cơ giới 6 xuất phát từ Sokolka, quân đoàn cơ giới 11 tấn công từ Skydel (Skidzyel) và Indura theo hướng hợp điểm đến khu vực tam giác phòng thủ Lipsk - Sopotskin - Grodno nhằm chiếm lại Grodno, bịt lỗ thủng trên cánh bắc, đẩy lùi quân đoàn 9 (Đức) và cô lập 3 quân đoàn Đức đã lọt vào lãnh thổ Liên Xô. Mặc dù đã tránh được hai mũi xe tăng mạnh của các quân đoàn xe tăng 39 và 57 (Tập đoàn quân xe tăng 3) nhưng cuộc phản công đã gặp phải sự ngăn chặn quyết liệt của không quân Đức. Các binh đội xe tăng của Liên Xô không được tập trung đầy đủ, chiến đấu phân tán và nhanh chóng bị đẩy lùi.
Trong trận phản công này, chỉ có Quân đoàn cơ giới 11 do thiếu tướng D. K. Mostovenko hoạt động có hiệu quả. Quân đoàn cơ giới 6 do thiếu tướng M. G. Khaskilevich chuyển quân chậm nên không tập trung đủ ba sư đoàn và tiếp cận chiến trường chậm. Quân đoàn kỵ binh 6 của thiếu tướng I. S. Nikitin luôn bị không quân Đức oanh kích trên đường hành quân nên sức chiến đấu giảm sút nghiêm trọng. Mặc dù đã cố gắng hết sức nhưng khi Tập đoàn quân xe tăng 3 (Đức) điều động trở lại khu vực Grodno Sư đoàn xe tăng 12, Sư đoàn cơ giới 18 và Sư đoàn xe tăng 1 của Tập đoàn quân 9 thì tình thế chiến trường đã đảo ngược. Kiệt sức sau các đòn không tập của máy bay Đức, các quân đoàn cơ giới Liên Xô phải rút lui và phải bỏ lại nhiều xe tăng vì cạn sạch nhiên liệu, lính xe tăng phải chiến đấu như bộ binh và chịu thương vong lớn. Các tướng M. G. Khaskilevich, chỉ huy Quân đoàn cơ giới 6 và I. S. Nikitin, chỉ huy Quân đoàn kỵ binh 6 đều tử trận. Mặc dù thất bại nhưng cuộc phản kích này đã giúp một số đơn vị Quân đội Liên Xô rút được ra khỏi vòng vây.

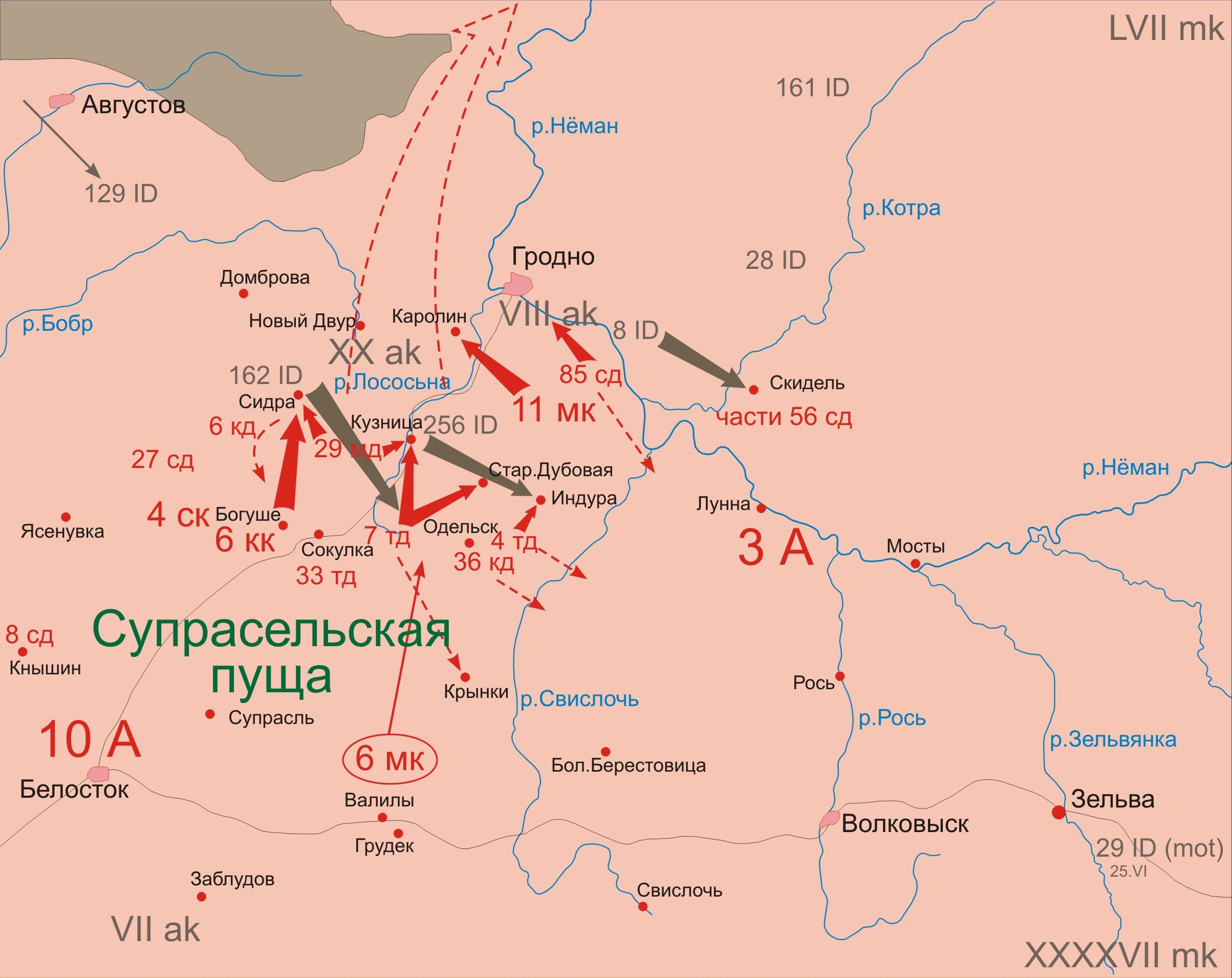
Cuộc phản công của Liên Xô gần Grodno vào ngày 24-25 tháng 6 năm 1941.

#### Ngày 25 tháng 6
Các đơn vị của tập đoàn quân xe tăng Đức số 3 đã tập trung xong và dàn trận chuẩn bị ào ạt tiến đánh Minsk từ phía bắc.Tại cánh Nam, tập đoàn quân xe tăng 2 của Đức tiến đánh Baranovichi. Điều đáng buồn là tại đây đơn vị bảo vệ là quân đoàn xe tăng 17 mới thành lập, nhiều đơn vị còn không có xe tăng nào nên sự kháng cự bị đập tan ngay.
Chiều ngày 25 tháng 6 năm 1941, khi quân đoàn xe tăng 47 (Tập đoàn quân xe tăng 2, Đức) đã chọc mũi dùi thép vào Slonim, phía sau Volkovysk và quân đoàn xe tăng 24 (Tập đoàn quân xe tăng 2) đã đến khu vực phụ cận Baranovichi thì Bộ Tổng tư lệnh quân đội Liên Xô mới nhận ra nguy cơ bị vây và chỉ thị cho đại tướng D. G. Pavlov hạ lệnh rút các tập đoàn quân 3, 10 và một phần tập đoàn quân 4 khỏi chỗ lồi Białystok về phía tuyến Lida - Slonim - Pinsk để tránh bị bao vây. Nhưng cũng như mệnh lệnh phản công số 3 đêm 22 tháng 6, đây cũng là một mệnh lệnh không thể thực hiện được. Vì ở phía Bắc, tập đoàn quân xe tăng 3 (Đức) đã đến Lida và đang triển khai tấn công Novogrudoc lúc này do quân đoàn bộ binh 21 phòng thủ, quân đoàn bộ binh 8 (Đức) đã đến Shuchin và Mosty. Các tập đoàn quân 3, 4 và 10 đã bị bao vây, chia cắt. Phần lớn các lực lượng Hồng quân đã không thể thoát vây, và những đơn vị thoát được đều phải chạy bộ vì không đủ nhiên liệu cho các phương tiện cơ giới hoạt động. Hành động rút lui này đã để hở một con đường tiếp cận khu vực phía Nam Minsk.

### Chiến sự tại khu vực Minsk

#### Ngày 26 tháng 6

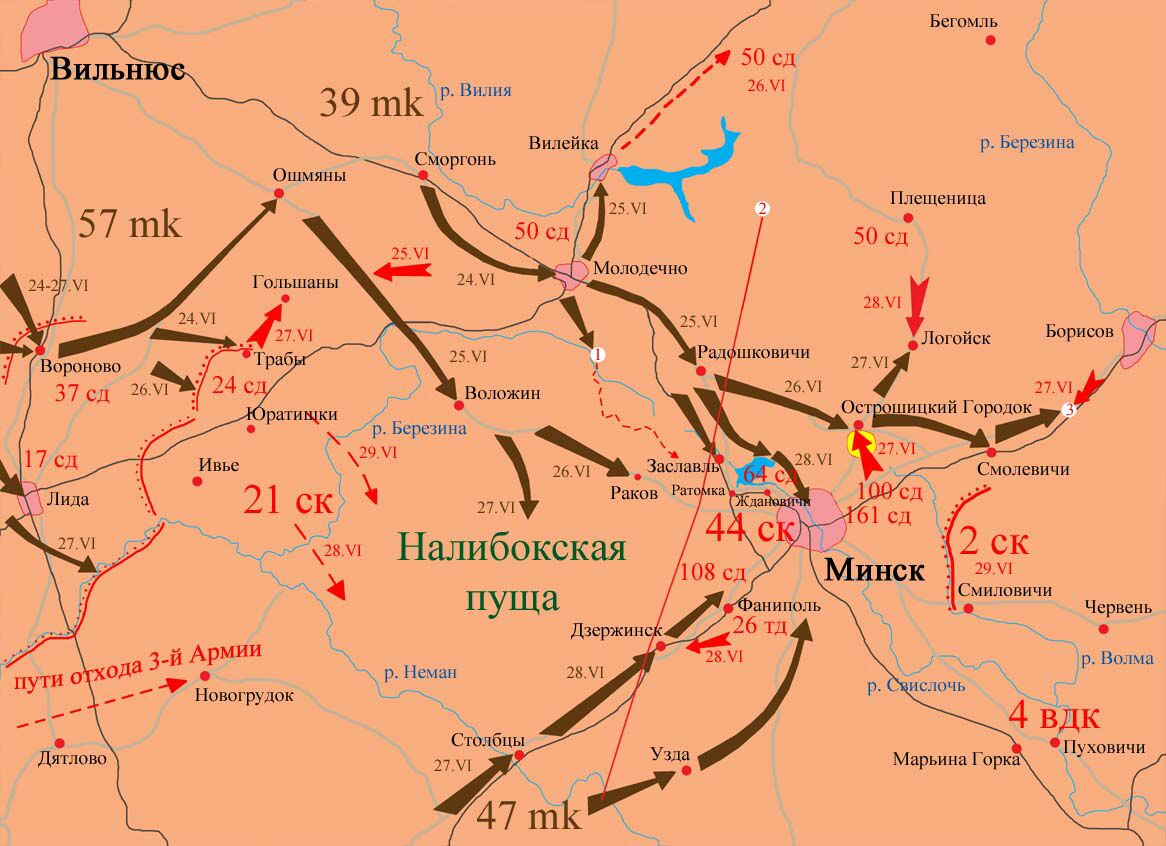
Diễn biến chiến sự tại khu vực Minsk trong tuần thứ hai của chiến dịch

Tại cánh bắc, các đơn vị đi đầu của quân đoàn xe tăng 39 thuộc tập đoàn quân xe tăng 3 (Đức) đã tiếp cận khu phòng thủ Minsk và bắt đầu đụng độ với các sư đoàn 17 và 37 thuộc Quân đoàn bộ binh 21 (Liên Xô) do thiếu tướng V. D. Yuskevich chỉ huy. Ở phía Bắc, các sư đoàn bộ binh 24 (Quân đoàn 21) và 50 (Tập đoàn quân 13) cố gắng mở các cuộc tấn công chặn kích vào hai bên sườn quân đoàn xe tăng 57 (Tập đoàn quân xe tăng 3, Đức) nhưng vẫn bị quân đoàn này tràn qua. Quân đoàn cơ giới 39 sau khi chiếm Vilnius đã lao về phía Minsk, đánh bật Sư đoàn bộ binh 50 (Liên Xô) khỏi Molodechno và truy kích họ đến tận Vileyka. Để tăng cường binh lực cho khu phòng thủ Minsk, Bộ Tổng tư lệnh quân đội Liên Xô phải điều động các sư đoàn khinh binh 100 và 161 đến thành phố. Trong ngày, không quân Đức tổ chức ném bom liên tục vào thành phố. Hàng nghìn thường dân chết. Gần như cả thành phố Minsk bốc cháy.
Tại cánh Nam, sau khi chiếm Baranovichi, Tập đoàn quân xe tăng 2 (Đức) tiếp tục tiến lên. Quân đoàn 47 lần lượt chiếm Necvic (Niasviz), Uzda và tiến về phía nam Minsk. Quân đoàn 24 chiếm Slusk và hướng về Bobruisk.
Đêm 26 tháng 6, Tổng tư lệnh I. V. Stalin triệu tập đại tướng G. K. Zhukov từ mặt trận Tây Nam về Moskva dự phiên họp của Đại bản doanh cùng S. M. Timosenko và N. F. Vatutin. Sau 40 phút thu thập thông tin, G. K. Zhukov không hề giấu diếm đã nói thẳng tình hình nguy ngập của Phương diện quân Tây. Số quân còn lại của các tập đoàn quân 3 và 10 mặc dù kìm chân được một lực lượng đáng kể của quân Đức nhưng đã bị bao vây với ưu thế lực lượng hoàn toàn thuộc về đối phương. Tập đoàn quân 4 rút vào khu rừng Pripiat với tình trạng các binh đoàn bị thiệt hại nghiêm trọng trong các trận đánh, trên thực tế đã bị xé lẻ để rút từ Doksina (Zhodzina) qua Smolevichi (Smalyavichy), Slusk, Pinsk về tuyến sông Berezina. Tập đoàn quân xe tăng 2 (Đức) đang rượt theo họ. Bộ Tổng tư lệnh quân đội Liên Xô quyết định thành lập Phương diện quân Dự bị gồm các tập đoàn quân 13, 19, 20, 21, 22 và bố trí nó dọc theo sông Berezina từ Bắc Dvina qua Polotsk, Vitebsk, Orsha, Mogilev đến Mozyr.

#### Ngày 27 tháng 6
Quân đoàn xe tăng 39 thuộc Tập đoàn quân xe tăng 3 của tướng Hermann Hoth được sự yểm hộ từ trên không của Tập đoàn quân không quân 2 đã chiếm ưu thế tuyệt đối và buộc Quân đoàn cơ giới 11 của Phương diện quân Tây phải vừa đánh, vừa lùi dọc theo bờ trái sông Niemen. Cuối cùng, Quân đoàn cơ giới 11 (Liên Xô) lọt vào vòng vây tại Novogrudok. Trong số 32.000 quân và 305 xe tăng tham chiến, chỉ có 600 người và 30 xe tăng thoát khỏi vòng vây. Một phần lớn vũ khi nặng của Hồng quân đã bị họ tự phá hủy do không đủ nhiên liệu và đạn dược để tiếp tục hoạt động.. Quân đoàn 47 Đức được sự yểm hộ của không quân vượt qua Radoshkovichi (Radaskovicy) tiến đánh ác liệt Minsk. Tại cánh nam, Quân đoàn 57 của Tập đoàn quân xe tăng 3 tiến rất nhanh về phía Minsk.

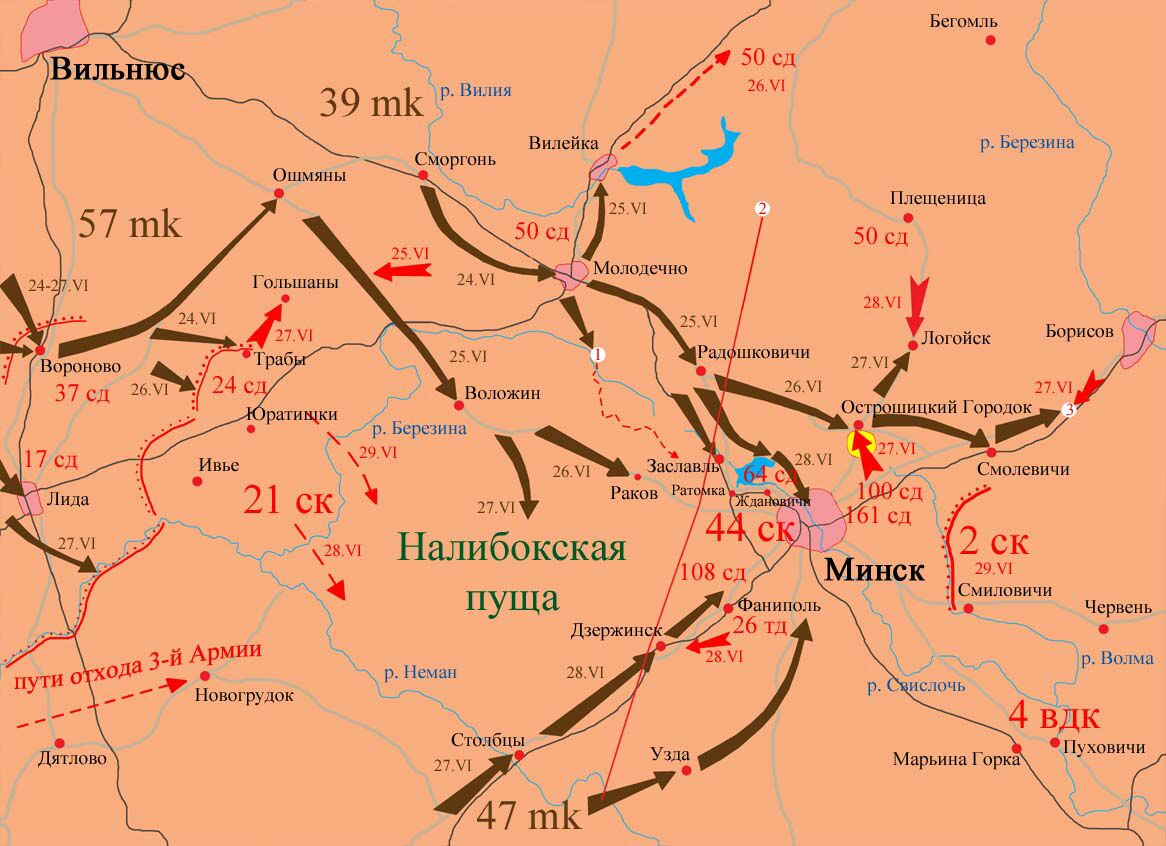
Tập đoàn thiết giáp số 3 của Đức đột phá về phía Minsk

Đến trưa 27 tháng 6, Quân đoàn xe tăng 57 (thuộc Tập đoàn quân xe tăng 3 của tướng Hermann Hoth) và Quân đoàn xe tăng 47 (thuộc tập đoàn quân xe tăng 2 của tướng Heinz Guderian) đã gặp nhau ở phía Đông Minsk và hình thành vòng vây lớn thứ 2. Các xe tăng Đức đã tiến sâu vào lãnh thổ Liên Xô 321 km, bằng khoảng 1/3 cự ly từ biên giới đến thủ đô Moskva. Quân đoàn 24 thuộc Tập đoàn quân xe tăng 2 dượt đuổi các đơn vị còn lại của Tập đoàn quân 4 (Liên Xô) về phía Bobruisk.
Kể từ ngày đầu chiến tranh, Bộ Tổng tham mưu Liên Xô hoàn toàn mất liên lạc với đại tướng D. G. Pavlov, tư lệnh Phương diện quân Tây và nguyên soái G. I. Kulich, đại diện đại bản doanh tại Phương diện quân. Trong một cố gắng liên lạc với Bộ tham mưu Phương diện quân Tây bằng máy vô tuyến điện "Bodo", đại tướng G. K. Zhukov, tổng tham mưu trưởng quân đội Liên Xô đã chỉ rõ cho thiếu tướng V. E. Klimovsskic, tham mưu trưởng Phương diện quân về điểm yếu hiện nay của Cụm tập đoàn quân Trung tâm (Đức) là các đơn vị xe tăng đã vượt lên trước rất xa và bỏ lại bộ binh ở phía sau. Nếu tập hợp được các đơn vị xe tăng lại, tránh đòn trực diện và tập trung đánh vào các tập đoàn quân bộ binh (Đức) ở phía sau thì sẽ cải thiện được tình hình, buộc các quân đoàn xe tăng Đức phải dừng lại để đối phó. Tuy nhiên, các chỉ huy của Phương diện quân Tây đã không làm được điều đó.

#### Ngày 28 tháng 6
Ngày 28 tháng 6, quân Đức lần lượt đánh chiếm Volkovysk, Slonim, Zelva và Ruzhany, cắt đứt các đường rút quân của các tập đoàn quân 3 và tập đoàn quân 10 (Liên Xô). Cuối ngày 28 tháng 8, các tập đoàn quân 4 và 9 (Đức) cũng đã gặp nhau ở phía Tây Białystok, chia khối quân Liên Xô bị bao vây thành hai phần: "cái túi nhỏ" ở Białystok bao gồm phần còn lại của Tập đoàn quân 10 và "cái túi lớn" ở Novogrudok bao gồm Tập đoàn quân 3, một phần Tập đoàn quân 4 và Quân đoàn cơ giới 13 của Tập đoàn quân 13. Các quân đoàn xe tăng 47 (Tập đoàn quân xe tăng 2, Đức) và 57 (Tập đoàn quân xe tăng 3, Đức) đã đến trước cửa ngõ Minsk. Quân đoàn xe tăng 24 (Tập đoàn quân xe tăng 2) uy hiếp Bobruisk và chặn đứng quân đoàn đổ bộ đường không 4 ở Đông Nam Minsk. Nắm được tình hình nguy kịch, đêm 28 tháng 6, G. K. Zhukov lại yêu cầu tham mưu trưởng Phương diện quân Tây phải bịt kín các khu vực Logoisk, Zembin, Pleselista (Pliescanicy) để ngăn không cho quân Đức đánh vòng qua phía Bắc thành phố và chiếm Borisov. Một lần nữa, Bộ tư lệnh Phương diện quân Tây lại không thực hiện được nhiệm vụ này. Các cuộc phản đột kích của hai sư đoàn khinh binh 100 và 161 đã không ngăn cản được việc Quân đoàn xe tăng 39 (Đức) đánh chiếm Ostroshisky (Astrosycy) và Smolevichi. Các quân đoàn bộ binh 44 và 21 đang phòng thủ Minsk lại có nguy cơ bị bao vây. Đến tối 28 tháng 6, họ buộc phải rút khỏi thành phố về hướng Đông Nam và đến được tuyến phòng thủ của Tập đoàn quân 22 đang bố trí tại khu vực Smilovichi (Smilavichy) - Cherven (Cervien). Mặc dù bị vây nhưng các đơn vị Liên Xô vẫn tiếp tục chiến đấu và ghìm chặt tập đoàn quân 4 (Đức) vừa được tăng cường sư đoàn xe tăng 10 với nhiệm vụ bao vây bên trong "cái túi" Białystok. Tướng Franz Halder, tổng tham mưu trưởng lục quân Đức đã viết cho tướng Otto, Tổng thanh tra quân đội Đức Quốc xã:
| “               | Các cuộc kháng cự ngoan cường của người Nga buộc chúng tôi phải áp dụng tất cả các biện pháp để chiến đấu ngoài các quy tắc quân sự thông thường. Tại Ba Lan và ở phương Tây, chúng tôi có thể đủ khả năng tự do nhất định và hành động theo các nguyên tắc luật pháp, nhưng bây giờ thì không thể chấp nhận hành động như vậy. | ” |
| — Franz Halder, | |   |

#### Ngày 29 tháng 6
Thành phố Minsk, thủ đô của Cộng hòa Xã hội chủ nghĩa Xô Viết Belorussia rơi vào tay quân Đức. Quân đội Liên Xô cũng tổ chức một đợt phá vây thứ hai do Quân đoàn cơ giới 20 và Quân đoàn đổ bộ đường không 4 thực hiện. Tuy nhiên, những nỗ lực này cũng thất bại và đến ngày 30 tháng 6 vòng vây đã khép chặt hoàn toàn trên hai khu vực Białystok và Navahrudok. Lúc này, 11 sư đoàn thuộc các tập đoàn quân 3, 10 và một phần tập đoàn quân 4 (Liên Xô) đã nằm trọn trong vòng vây của quân Đức, trong khi đó phần còn lại của tập đoàn quân 4 rút về sông Berezina, một bộ phận các tập đoàn quân 3 và 10 rút lên hướng Tây Bắc đến khu vực Vitebsk - Lepel (Lepiel).
Đêm 29 rạng ngày 30 tháng 6, Bộ Tổng tư lệnh quân đội Liên Xô mới liên lạc được với đại tướng D. G. Pavlov, tư lệnh Phương diện quân Tây. Đích thân Tổng tham mưu trưởng G. K. Zhukov nói chuyện với ông qua máy liên lạc vô tuyến "Bodo". Khi G. K. Zhukov thông báo tin do quân Đức truyền qua radio rằng đã bao vây hai tập đoàn quân Liên Xô tại phía Đông Białystok, D. G. Pavlov thừa nhận sự thật này. Ông cũng cho biết rằng Bộ tư lệnh Phương diện quân Tây cũng không liên lạc được với tập đoàn quân 4 và các quân đoàn còn lại đang rút lui. Ngày 30 tháng 6, các chỉ huy chủ chốt của Phương diện quân Tây bị I. V. Stalin ra lệnh triệu hồi về Moskva. Phương diện quân Dự bị được thành lập ngày 26 tháng 6 chuyển thành Phương diện quân Tây do nguyên soái S. M. Timoshenko chỉ huy và thu nạp tất cả quân số còn lại của các tập đoàn quân đã rút ra khỏi vòng vây của quân Đức.

## Kết quả, đánh giá và ảnh hưởng

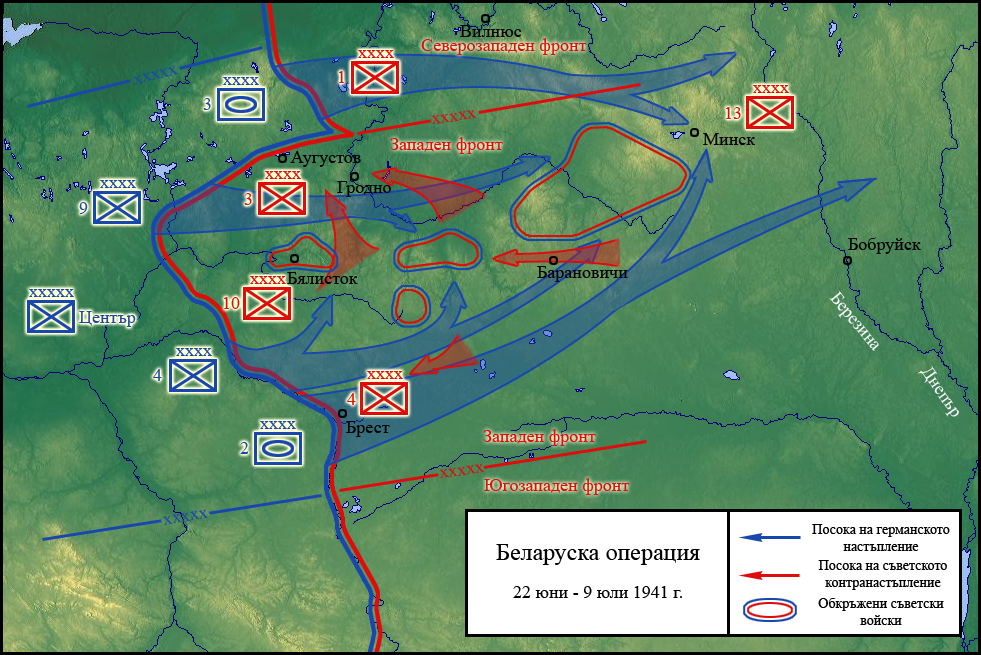
Sơ đồ mô tả kết quả trận hợp vây Białystok–Minsk

### Kết quả
Qua tuần đầu của cuộc chiến tranh, các đơn vị thuộc Phương diện quân Tây (Liên Xô) đã bị thiệt hại rất lớn. Số quân bị bao vây và bị đánh tan trong vòng vây tại khu vực sâu 300 km từ Białystok đến Minsk gồm 11 sư đoàn bộ binh, 2 sư đoàn kỵ binh, 6 sư đoàn xe tăng, 4 sư đoàn cơ giới. 3 chỉ huy quân đoàn và 2 chỉ huy sư đoàn tử trận, 2 chỉ huy quân đoàn và 6 chỉ huy sư đoàn bị bắt làm tù binh, 1 chỉ huy quân đoàn và 2 chỉ huy sư đoàn mất tích. Trong vòng 10 ngày, Phương diện quân Tây mất 42 vạn người (trong tổng số 62 vạn 5 nghìn quân lúc khởi chiến). Thương vong của quân Đức không lớn, một số tài liệu ước tính họ mất không quá 10.000 người.
Tập đoàn quân không quân 2 (Luftflotte 2) của không quân Đức (Luftwaffe) đã góp phần trong việc hủy diệt lực lượng không quân Xô Viết trong Phương diện quân Tây. Khoảng 1.669 máy bay của Hồng quân đã bị phá hủy, nhưng phía Đức cũng mất 276 máy bay và hỏng 208 chiếc. Chỉ sau một tuần chiến đấu, tổng số máy của các đội bay Đức tập đoàn quân không quân 1 (Luftflotte 1), Tập đoàn quân không quân 2 (Luftflotte 2) và Tập đoàn quân không quân 4(Luftflotte 4) chỉ còn 960 chiếc.
Trái với dự tính ban đầu của quân Đức, lực lượng Hồng quân bị vây đã chiến đấu hết sức quyết liệt và gây cho quân Đức nhiều thương vong. Đồng thời, một phần lớn lực lượng Hồng quân bị vây đã thành chạy thoát ra bên ngoài do quân Đức thiếu hụt các thiết bị chuyên chở bộ binh và vì vậy quá trình khép chặt vòng vây bị chậm lại - điều mà bản thân Hitler luôn lo lắng. Kết cục là đã có 25 vạn Hồng quân thoát khỏi "cái túi kép" ở Bialystok-Minsk, và còn lại 29 vạn Hồng quân bị bắt làm tù binh, khoảng 1.500 pháo và 2.500 xe tăng của Liên Xô bị phá hủy. Phần lớn những tù binh Liên Xô không sống được quá vài tháng trong những điều kiện tồi tệ của nhà tù và trại tập trung Đức chuyên giam giữ và hủy diệt tù binh Liên Xô..

### Đánh giá

#### Quân đội Liên Xô

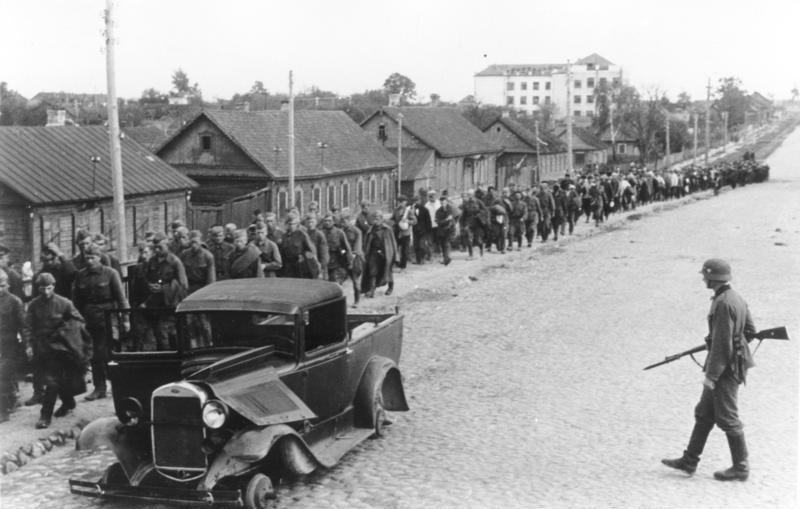
Một hàng dài tù binh Liên Xô trên đường phố Minsk. 2 tháng 7 năm 1941

Do xác định hướng đánh chính là Ukraine, nên lực lượng tại Belorussia không được bố trí đủ mạnh. Với Đức, hướng đánh chính là Belorussia với 2/4 tập đoàn quân xe tăng. Trong cuộc thao diễn trên bản đồ, Xô viết hoàn toàn có thể xác định được hướng tiến công của Đức tại Belorussia, nhưng do sự đố kỵ nên chỉ huy Belorussia tướng Pavlov dù đã thua trên thao diễn nhưng đã bỏ qua lời khuyên của Zhukov bố trí lại lực lượng ở Belorusia. Ngoài yếu tố nhận định sai lầm về thời điểm xảy ra chiến sự và bị tấn công bất ngờ thì sai lầm lớn nhất của Phương diện quân Tây (Liên Xô) là việc bố trí binh lực. Trong ba tập đoàn quân bố trí tại tuyến 1, tập đoàn quân 10 có binh lực mạnh nhất được bố trí ở giữa trong khu vực Białystok. hai bên sườn là các tập đoàn quân 3 và 4 có binh lực yếu hơn. Trong đó, tập đoàn quân 4 có binh lực kém nhất đã phải đối diện với tập đoàn quân xe tăng 2 có binh lực mạnh nhất của Cụm tập đoàn quân Trung tâm (Đức). Khu vực tam giác Białystok - Osovet - Chervony Bor là một vòng cung hướng sang đất Ba Lan. Đây là một trận địa rất bất lợi cho quân đội Liên Xô. Hình thái bố trí như vậy gây ra nguy cơ bị đánh bọc sườn từ hai hướng Grodno và Brest. Với binh lực không đủ mạnh, hai tập đoàn quân 3 và 4 bố trí ở Grodno và Brest không thể bố trí các trận địa phòng ngự có chiều sâu để đối phó với các đòn đột kích mạnh bằng xe tăng. Khi chủ lực Cụm tập đoàn quân Trung tâm (Đức) đã áp đảo ở hai bên sườn thì Bộ Tư lệnh phương diện quân Tây cũng không kịp thời rút tập đoàn quân 10 khỏi khu vực Białystok để chi viện cho hai tập đoàn quân 3 và 4 ở hai cánh của họ mà lại để tập đoàn quân này thụ động ngồi chờ quân Đức đến. Hướng phản kích của cụm kỵ binh cơ giới do tướng V. I. Boldin thực hiện ngày 24 tháng 6 tuy chặn được tập đoàn quân 9 (Đức) nhưng tập đoàn quân 4 lại không làm được điều này mặc dù đã có trong tay quân đoàn cơ giới 14. Cuối cùng, khi có nguy cơ bị bao vây, cả Bộ Tư lệnh phương diện quân và tư lệnh các quân đoàn đều chậm trễ trong việc cho rút quân.
Sai lầm tiếp theo thuộc về Bộ Tổng tư lệnh tối cao quân đội Liên Xô và cá nhân I. V. Stalin với bản Chỉ thị số 3 được ban hành đêm 22, rạng ngày 23 tháng 6. Khi đề ra nhiệm vụ phản công, Cả Bộ Tổng tư lệnh và Bộ tư lệnh các phương diện quân đều không nắm rõ tình hình mặt trận. Do đó, Bộ Tổng tư lệnh quân đội Liên Xô và I. V. Stalin đã hành động theo cảm tính mà không xuất phát từ việc phân tích tình hình, đã hành động duy ý chí mà không tính đến khả năng thực tế của quân đội. Thông tin liên lạc của quân đội Liên Xô chủ yếu dựa vào các đường dây hữu tuyến. Khi bị ném bom, pháo kích và bị các đội biệt kích của Đức luồn sâu phá hoại, liên lạc nhanh chóng bị cắt đứt làm cho các đơn vị quân đội hành động trong tình trạng bị cô lập, không nắm được tình hình chung cũng như tình hình hai bên sườn. Trong tình trạng đó, các cấp chỉ huy thường hành động dựa theo sự phán đoán cá nhân và rất dễ dẫn đến sai lầm. Tình hình thực tế cho thấy việc duy nhất có thể làm là tránh các đòn đột kích bằng xe tăng của quân Đức và dùng các đơn vị xe tăng Liên Xô luồn vào phía sau các cánh quân xe tăng Đức đã vượt xa bộ binh để đánh vào các đơn vị bộ binh Đức được trang bị yếu hơn. Các cuộc phản kích của các quân đoàn cơ giới Liên Xô đều tiến hành trực diện nhưng lại không được tổ chức chu đáo, tiến hành rời rạc, thiếu hụt lớn về tiếp tế nhiên liệu và đạn dược, công tác hậu cần rối loạn nên không tránh khỏi thất bại.

#### Quân đội Đức Quốc xã
Thắng lợi trong 10 ngày đầu chiến tranh của Cụm Tập đoàn quân Trung tâm (Đức) tại Belorussia là thắng lợi lớn nhất so với hai cụm tập đoàn quân Bắc và Nam. Kế hoạch tổ chức chu đáo của quân đội Đức đã giúp họ không chỉ gây bất ngờ cho đối phương mà còn tung ra đòn đánh của các lực lượng xe tăng đột kích mạnh với ưu thế binh lực áp đảo từ 5 đến 6 lần vào đúng những chỗ hiểm yếu nhất trên tuyến phòng thủ biên giới của Phương diện quân Tây. Lục quân Đức cũng tận dụng được những ưu thế trên không do không quân Đức đã hủy diệt hầu hết các sân bay Liên Xô gần biên giới để làm áp lực chống lại các quân đoàn cơ giới và bộ binh Liên Xô. Quân đội Đức cũng tận dụng được những sai lầm của quân đội Liên Xô trong chỉ huy tác chiến, khoét sâu các sai lầm đó bằng cách chia cắt các tập đoàn quân Liên Xô thành các cụm cô lập và tiêu diệt từng bộ phận.
Trình độ tổ chức và tác chiến của Đức tiên tiến, nhiều kinh nghiệm, phối hợp cao. Tuy nhiên khi tổ chức thọc sâu bằng các đơn vị xe tăng thì Đức lại có rất ít các đơn vị cơ giới phụ trợ. Cụm quân Trung tâm có tới 10 sư đoàn xe tăng nhưng chỉ có 6 sư đoàn cơ giới. Lực lượng cơ giới này không đủ để bọc kín sườn cho các đơn vị xe tăng.
Tuy nhiên, Hitler không hài lòng về những kết quả đạt được. Theo kinh nghiệm của cuộc chiến ở Tây Âu, Ba Lan và Balkan thì các mũi thọc sâu bằng xe tăng phải đạt được kết quả lớn và nhanh chóng hơn. Theo Hitler thì chiến thắng tại Białystok-Minsk chỉ đạt được một nửa kế hoạch bởi các lòng chảo bao vây lớn do các binh đoàn xe tăng tiến quân ào ạt đã trở thành một hình thù rất dài mà khi các lực lượng bao vây bị kéo dài thì sức mạnh tập trung bị yếu đi. Vì vậy, Hitler đã trách cứ các tướng lĩnh thiết giáp Đức vì đã để lại nhiều khoảng hở trong vòng vây; trong khi đó các lực lượng thiết giáp Đức cũng đã mệt mỏi và hao hụt nhiều sau một tuần hành quân liên tiếp, trong quá trình khép kín vòng vây họ buộc phải dừng lại để chờ các đơn vị bộ binh đến. Họ sợ rằng, nếu đà tấn công của quân Đức bị chậm lại thì Hồng quân có thể tổ chức các phòng tuyến vững chắc hơn ở sông Dnepr và sông Dvina Tây. Kurt von Tippelskirch nhận xét rằng người Nga đã phòng ngự với lòng quyết tâm và ý chí ngoan cường không thể ngờ đến, ngay cả khi bị đánh vu hồi và bao vây. Hành động đó đã làm cho họ tranh thủ được thời gian và đưa ra tuyến trước những lực lượng mới để tiến hành phản kích. Và sự thực là điều đó đã xảy ra khi đến ngày 28 tháng 6, một Phương diện quân mới của Liên Xô đã được bố trí dọc sông Berezina, buộc Cụm tập đoàn quan Trung tâm (Đức) phải tiến hành trận Smolensk đẫm máu để mở đường tiến về Moskva.

### Ảnh hưởng
Những thất bại tại Belorussia vào mùa hè năm 1941 đã có một tác động mạnh về tâm lý đến Ban lãnh đạo của Liên Xô. Ngày 28 tháng 6, I. V. Stalin đã nói với các thành viên của Bộ Chính trị:
| “               | Lenin để lại cho chúng ta một di sản tuyệt vời. Và chúng ta, những người thừa kế di sản ấy, đã phá hỏng tất cả... | ” |
| — I. V. Stalin, | |   |

Tác động tâm lý ấy còn trầm trọng thêm khi I. V. Stalin yêu cầu truy tố các tướng lĩnh đã chịu trách nhiệm về việc để thất trận nhanh chóng tại Belorussia. Ngày 1 tháng 7, tướng D. G. Pavlov cùng bộ chỉ huy của phương diện quân Tây đã bị triệu hồi về Moskva và bị đem ra xét xử ở tòa án quân sự vì đã tổ chức phòng ngự một cách hỗn loạn và rút lui vô tổ chức. Sự việc chưa dừng lại tại đó, ngày 8 tháng 7, Cơ quan thanh tra quân đội Liên Xô tiếp tục bắt giữ và đưa ra tòa án quân sự một số tướng lĩnh khác. Ngày 22 tháng 7 năm 1941, tướng D. G. Pavlov nguyên tư lệnh Phương diện quân Tây, tướng V. E. Klimovskikh, tham mưu trưởng phương diện quân và tướng T. A. Grigoriev, chủ nhiệm thông tin phương diện quân, tướng N. A. Klich, chủ nhiệm pháo binh của Phương diện quân, tướng A. A. Korobkov, tư lệnh tập đoàn quân 4, tướng S. I. Oborin, tư lệnh quân đoàn cơ giới 14 bị xử bắn. Sau cái chết của Stalin, năm 1956, tất cả các tướng lĩnh bị xử bắn trong vụ này đã được phục hồi danh dự quân nhân, phục hồi cấp bậc quân hàm và được truy tặng Huân chương Chiến tranh giữ nước vĩ đại..
Sử sách Liên Xô (cũ) và nước Nga hiện nay đánh giá cao công lao xương máu của những người lính Xô Viết đã tử trận trên chiến trường Belorussia trong thời kỳ đầu chiến tranh. Bất chấp sai lầm của các cấp chỉ huy, kể cả I. V. Stalin, trong ranh giới giữa cái sống và cái chết, xe hỏng, đạn hết; chỉ còn lại lựu đạn, chai cháy và súng trường, họ gần như đem thân mình ra cản bước tiến của các đoàn xe tăng Đức, kìm giữ các đạo quân này để các tuyến phòng thủ phía sau có thêm thời gian tổ chức phòng thủ. Trung tướng quân đội Đức Quốc xã Kurt von Tippelskirch nhận xét: "Đối phương tỏ ra có khả năng kháng cự hoàn toàn ngoài sức tưởng tượng. Họ đã bị tổn thất rất nặng nhưng những thiệt hại đó vẫn không thể đè bẹp được ý chí của họ. Người lính Nga khác hẳn những đối thủ khác của chúng ta ở chỗ họ coi thường cái chết. Tinh thần chịu đựng và ý thức nghĩa vụ đã làm cho họ kiên trì chiến đấu đến khi bị giết trong chiến hào hoặc trong các trận đánh cận chiến bằng lưỡi lê và báng súng".
Về phía quân đội Đức, những đợt tấn công với tiến độ mau chóng của Đức đã giúp họ có thể nhanh chóng phát triển tấn công từ các đầu cầu đã chiếm được về hướng Smolensk, và từ đây họ có thể tổ chức tấn công vào thủ đô Moskva. Thành công trong các đợt tiến công ban đầu của Cụm tập đoàn quân Trung tâm (Đức) còn làm cho Bộ Tổng tư lệnh quân đội Liên Xô phải rút một tập đoàn quân (tập đoàn quân 16) và một quân đoàn cơ giới từ Phương diện quân Tây Nam đến phương diện quân Tây, các tập đoàn quân dự bị (19, 20, 21, 22) đều được tung ra mặt trận phía Tây, tạo thuận lợi cho Cụm tập đoàn quân Nam công kích trên hướng Kiev và Cụm tập đoàn quân Bắc tiến đánh Leningrad.
Việc để thua trận tại Belorussia cũng có ảnh hưởng đến quan hệ giữa Liên Xô với các nước Anh, Mỹ lúc này còn đang giữ thái độ thận trọng và nghi ngờ vào sức mạnh của quân đội Liên Xô. Tham tán quân sự đại sứ quán Hoa Kỳ ở Moskva đã đoan chắc rằng chỉ là vấn đề một vài ngày trước khi quân Đức có mặt ở Moskva. Trong khi đại diện Anh, Huân tước Beaverbook nghi ngờ khả năng chống cự của Liên Xô thì đại sứ Hoa Kỳ Averell Hariman và đại tá tùy viên quân sự Phillip Faymonville đều tin rằng người Nga có đủ khả năng ngăn chặn kẻ thù của họ.